# Sherry Lansing
Sherry Lee Duhl conocida como Sherry Lansing  (Chicago, 31 de julio de 1944) es una ejecutiva de la industria cinematográfica estadounidense.  Ha sido directora ejecutiva de Paramount Pictures y presidenta de producción de 20th Century Fox . Muchos creen que fue la primera mujer en dirigir una productora de Hollywood, y que fue la primera mujer al frente de una productora que tuvo una estrella en el Paseo de la Fama, pero en realidad fue Lucille Ball . En 1996, se convirtió en la primera mujer en ser nombrada Pionera del Año por la Fundación de Pioneros del Cine. En 1999, fue nombrada miembro de la Junta de Regentes de la Universidad de California . En 2005, se convirtió en la primera directora de un estudio de cine en colocar huellas de manos y pies en el Teatro Chino de Grauman. En 2001, fue nombrada una de las 30 mujeres más poderosas de Estados Unidos por Ladies' Home Journal, y The Hollywood Reporter la nombró cuarta en su lista Power 100 en 2003.

## Biografía
Sherry Lee Duhl nació en Chicago, Illinois, el 31 de julio de 1944. Su madre, Margaret "Margot" Heimann, huyó de la Alemania nazi en 1937 a los 17 años. Su padre, David Duhl, era un inversionista de bienes raíces que murió cuando ella tenía nueve años. Su madre se volvió a casar y murió en 1984 de cáncer de ovario. Fue criada en un hogar judío . Lansing asistió al Colegio de Laboratorio de la Universidad de Chicago y se graduó en 1962. En 1966, obtuvo una licenciatura en Ciencias en la Universidad Northwestern,  donde fue miembro de la hermandad de mujeres Sigma Delta Tau .
Fue profesora de matemáticas y modelo. Inició su carrera de actriz con dos películas estrenadas en 1970, Loving y Rio Lobo, protagonizada por John Wayne pero decidió aprender más sobre la industria cinematográfica. Aceptó un trabajo en Metro-Goldwyn-Mayer como lectora principal de guiones y trabajó en dos películas de éxito, The China Syndrome y Kramer vs. Kramer, ambas lanzados en 1979. 

### Trayectoria en producción
Si trabajo la llevó, después de una temporada en Columbia Pictures, a una la 20th Century Fox en 1980, a los 35 años, convirtiéndose en la primera mujer presidenta de producción de un estudio importante.  Renunció en diciembre de 1982  y se convirtió en socia de Stanley R. Jaffe para formar Jaffe-Lansing Productions con sede en Paramount Pictures . La compañía lanzó una serie constante de éxitos menores a través de Paramount antes de lograr el éxito de taquilla con Atracción fatal en 1987, por la cual Jaffe y Lansing recibieron nominaciones al Premio de la Academia a la Mejor Película al año siguiente. La asociación produjo Acusados (1988), protagonizada por Jodie Foster en la que denunció el impacto de las violaciones y sus secuelas en la vida de las mujeres agredidas. La película mostraba una escena explícita de violación y fue muy controvertida cuando se estrenó. Realizada con un pequeño presupuesto de 6 millones de dólares, recaudó más de 37 millones de dólares en todo el mundo, convirtiéndose en un éxito de taquilla y recibiendo elogios de la crítica con Foster logrando el Premio de la Academia a la Mejor Actriz .

### Presidenta de Paramount
En 1992, se le ofreció la presidencia de Motion Picture Group de Paramount Pictures. Durante su permanencia en Paramount, el estudio disfrutó de su serie de lanzamientos más larga y exitosa desde la década de 1930.  Con Lansing, el estudio produjo éxitos como Forrest Gump, Braveheart y lo que fue, en ese momento, la película más taquillera de la historia: Titanic (las dos últimas con Fox). Seis de las diez películas de Paramount más taquilleras se estrenaron durante su mandato, lo que incluyó tres Premios de la Academia a la Mejor Película. 
Como jefa de estudio, se enfocó en el costo final en lugar de la participación de mercado, y prefirió correr menos riesgos y hacer películas de menor presupuesto que otros estudios. Viacom (que compró Paramount en 1994) decidió dividir la compañía en dos partes en 2004 y Lansing renunció a finales de ese año después de un mandato casi sin precedentes de doce años en la cima del legendario "Best Show in Town" de Hollywood.
Es regente de la Universidad de California.   Miembro de las juntas directivas de la Cruz Roja Estadounidense,  Centro Carter, DonorsChoose, Qualcomm, Teach for America, The American Association for Cancer Research,  the Lasker Foundation y Friends of Cancer Research.

### Filantropía
En 2005, creó The Sherry Lansing Foundation, dedicada a crear conciencia y recaudar fondos para la investigación del cáncer. Recibió el honor más alto de la Escuela de Administración Anderson de la UCLA : el Premio al Liderazgo Ejemplar en la Administración (ELM).
En 2007, recibió el Premio Humanitario Jean Hersholt por su trabajo en la investigación del cáncer en la 79.ª edición de los Premios de la Academia .  Tom Cruise, su viejo amigo y socio comercial, le entregó el premio.
En 2011, Lansing prometió 5 millones de dólares al Colegio Laboratorio de la Universidad de Chicago para construir una nueva zona de artes, incluido un centro de actuación de 250 asientos.

En mayo de 2018, Lansing se unió a la junta directiva del Instituto de Investigación Scripps .
En marzo del 2020, organizó una recaudación de fondos para Joe Biden en su casa.

## Vida personal
Lansing se casó con el director ganador del Premio de la Academia William Friedkin el 6 de julio de 1991.
Por su matrimonio actual, Lansing tiene dos hijastros, Jack y Cedric.
Lansing y el ex director de estudio de MGM, James T. Aubrey, fueron atropellados por un automóvil mientras cruzaban Wilshire Boulevard a mediados de la década de 1970. Ambos resultaron gravemente heridos y Lansing tuvo que usar muletas durante un año y medio. Aubrey la cuidó hasta que recuperó la salud. "Él venía todos los días. Él decía: 'No vas a cojear'. Mi propia madre y mi padre no podrían haberme dado más apoyo", dijo a Variety en 2004.

## Filmografía

### Productora
- Firstborn (1984)
- When the Time Comes (1987) (TV)
- Atracción Fatal (1987)
- Acusados (1988)
- Black Rain (1989)
- School Ties (1992)
- Una proposición indecente (1993)

### Actriz e intervenciones
- The Good Guys (1968) (TV)
- Loving (1970)
- Rio Lobo (1970)
- Dan August (1971) (TV)
- Ironside (1971) (TV)
- Hollywood Women (1993) (TV)
- Frasier (1996) (TV)
- The Directors (1999) (TV)
- Sunday Morning Shootout (2004) (TV)
- Black Rain: Post-Production (2006)
- Black Rain: Making the Film - Part 2 (2006)
- Black Rain: The Script, the Cast (2006)
- Black Rain: Making the Film - Part 1 (2006)
- Coming Attractions: The History of the Movie Trailer (2006)
- Boffo! Tinseltown's Bombs and Blockbusters (2006)Herself
- Los Douglas, una dinastía en Hollywood (2005) (TV)
- The 79th Annual Academy Awards (2007) (TV)
- The Jewish Americans (2008) (TV)
- The Brothers Warner (2008)
- Entertainment Tonight (2008)

## Premios y distinciones
Premios Óscar
| Año  | Categoría      | Película        | Resultado |
| ---- | -------------- | --------------- | --------- |
| 1988 | Mejor película | Atracción fatal | Nominada  |

- 2017: Miembro del Salón Nacional de la Fama de la Mujer[20]
- 2007, Premio Humanitario Jean Hersholt, presentado por la Academia de Artes y Ciencias Cinematográficas[21]
- 2007, doctorado honoris causa en Humanidades de la Universidad Estatal de Pensilvania
- 2006, Premio al Servicio Público de la Asociación Estadounidense de Investigación del Cáncer[1]
- 2006, Business hero, The My Hero Project[22]
- 2005, Premio Legado de Big Brothers Big Sisters (LA)[23]
- 2005, Premio al Liderazgo Ejemplar en Gestión presentado por la Escuela de Administración Anderson de la UCLA
- 2005, huellas de manos y pies en el Teatro Chino de Grauman[24][25]
- 2004, Premio Humanitario Horatio Alger[2]
- 2003, Premio Woodrow Wilson a la Ciudadanía Corporativa[2]
- 2003, doctorado honoris causa en Bellas Artes por el American Film Institute[2]
- 2002, Premio del presidente, presentado por la Academia de películas de ciencia ficción, fantasía y terror
- 2000, premio Milestone presentado por Producers Guild of America[2]
- 1996, Premio al Logro de Superación de Obstáculos para Negocios, presentado por Chicago Women in Film[26]
- 1996, Premio al Logro de Plata de la YWCA[2]
- 1996, Pionera del Año por la Fundación de los Pioneros del Cine[2][27]
- 1996, Estrella en el paseo de la fama, presentado por el Paseo de la Fama de Hollywood[28][29]
- 1994, Premio a la alumna destacada presentado por Sigma Delta Tau (ΣΔΤ) Sorority[30]
- 1994, Razzie por Una proposición indecente, presentado por los premios Razzie
- 1993, Premio Golden Plate de la Academia Estadounidense de Logros[31]
- 1992, Premio al Servicio Distinguido del Centro Simon Wiesenthal en las Artes Escénicas[2]
- 1989, premio en memoria de Alfred P. Sloan, Jr.[2]
- 1982, Premio al Servicio Comunitario Distinguido de la Universidad de Brandeis[2]
- 1981, Crystal Award, presentado por Women in Film para mujeres destacadas que, a través de su resistencia y la excelencia de su trabajo, han ayudado a expandir el papel de la mujer dentro de la industria del entretenimiento.[32]
- 1980, Premio a la Equidad Económica de la Women's Equity Action League[2]